# Мутуа Мадрид Оупън 2013
Мутуа Мадрид Оупън 2013 е турнир, провеждащ се в испанската столица Мадрид от 6 до 12 май. Това е 12-ото издание от ATP Тур и 5-ото от WTA Тур. Турнирът е част от сериите Мастърс на ATP Световен Тур 2013 и категория Задължителни висши на WTA Тур 2013.

## Сингъл мъже
- Рафаел Надал побеждава  Станислас Вавринка с резултат 6–2, 6–4.

## Сингъл жени
- Серина Уилямс побеждава  Мария Шарапова с резултат 6–1, 6–4.

## Двойки мъже
- Боб Брайън /  Майк Брайън побеждават  Александър Пея /  Бруно Соарес с резултат 6–2, 6–3.

## Двойки жени
- Анастасия Павлюченкова /  Луцие Шафаржова побеждават  Кара Блек /  Марина Еракович с резултат 6–2, 6–4.